# Neo da Matrix
Neo da Matrix (Quaadir Atkinson) to amerykański producent hip-hopowy. Współpracował ze Swizz Beatzem (o którym mówi się, że jest jego kuzynem) jako producent wytwórni Ruff Ryders Entertainment. Komponował podkłady dla takich wykonawców jak Cassidy, Drag-On, Jadakiss, Juelz Santana i Tru Life. Ostatnio Neo podpisał kontrakt z wytwórnią Jaya-Z, Roc-A-Fella Records. Prawdopodobnie Neo wydał swoją składankę, "So Far From Home". Aktualnie pracuje nad albumem Tru Life, Young Chrisa, Jadakissa, Mike Jones, Eve, Mashonda'y, The Lox, Drag-Ona i Ruff Ryders.

## Produkcje

### 2003
- Bravehearted (album Bravehearts, 2003)
  - "I Will"

### 2004
- Hell and Back (album Drag-Ona), 2004
  - "Tell Your Friends"

- Split Personality (album Cassidy’ego, 2004)
  - "Around tha World"

- The Rest Is History (album Jina, 2004)
  - "Get Your Handz Off" (featuring Swizz Beatz)
  - "Chinese Beats (Skit)"
  - "Senorita"
  - "Cold Outside" (featuring Lyfe)

### 2005
- Kiss of Death (album Jadakissa, 2005)
  - "Air It Out"
  - "Bring U Down"

- I’m a Hustla (album Cassidy’ego, 2005)
  - "On the Grind"
  - "A.M. to P.M."
  - "6 Minutes" (featuring Lil Wayne and Fabolous)

- Real City of God Vol. 2 (album Ruff Ryders, 2005)
  - "Do What We Gotta Do" (Infa.Red)
  - "If It's Beef..." (Jadakiss, Infa.Red, Kartoon & Flashy)

- The Redemption Vol. 1 (mixtape Big Mike'a i Ruff Ryders, 2005)
  - "Neo's Shit" (Infa.Red

- The Redemption Vol. 4 (album Ruff Ryders, 2005)
  - "If It's Beef..." (featuring Jadakiss, Infa.Red, Kartoon & Flashy)

- What the Game’s Been Missing! (album Juelz Santana, 2005)
  - "Good Times"
  - "Mic Check"

### 2006
- Back Atcha (mixtape Fabolousa, 2006)
  - "Back Atcha" (featuring Swizz Beatz)

- (mixtape Young Chrisa, 2006)
  - "Live"

- Time Is Money (album Styles P, 2006)
  - "Who Want a Problem (Remix)" (featuring Swizz Beatz, Jadakiss and Sheek Louch)
  - "Kick It Like That" (featuring Jagged Edge)

### 2007
- Strength and Loyalty (album Bone Thugs-n-Harmony, 2007)
  - "C Town" (featuring Twista)

- Good Girl Gone Bad (album Rihanna'y, 2007)
  - "Say It"

- From Nothin' to Somethin' (album Fabolousa, 2007)
  - "Paperman" (featuring Neo da Matrix)

- Tru York (mixtape Tru Life, 2007)
  - "Freestyle Intro" (Performed by Jay-Z)
  - "Knives Like" (featuring N.O.R.E.)
  - "Get That Paper"

- One Man Band Man (album Swizz Beatza, 2007)
  - "The Funeral"

- Go! (album Maria, 2007)
  - "How Do I Breathe (Remix)" (featuring Fabolous)

- B.A.R.S. The Barry Adrian Reese Story (album Cassidy’ego, 2007)
  - "Where My Niggaz At"

### 2008
- There Is No Competition (mixtape Fabolous'a, 2008)
  - "Suicide"
  - "Hustla's Poster Child" (featuring Cassidy)
  - "Fuck Wit' Street Fam" (featuring Neo da Matrix)
  - "Paperman" (featuring Neo da Matrix)